# 斯氏盤唇鱨
斯氏盤唇鱨，為輻鰭魚綱鯰形目倒立鯰科的其中一種，分布於非洲辛巴威、南非及莫三比克的凌波波河、蓬戈拉河與科馬提河河流域，喜棲息在沙泥底質的水域，藏將自己埋於沙中，屬肉食性，以無脊椎動物為食，體長可達7公分，可做為觀賞魚。

## 扩展阅读
維基物種上的相關：斯氏盤唇鱨